# Imperio de Triana
María (o Maruja) Dietta Pérez (Sevilla, 1935 - Madrid, 1 de octubre de 1992), más conocida por su nombre artístico Imperio de Triana, fue una cantante española de copla andaluza.

## Biografía
Nació como María Dietta Pérez (conocida en la familia como Maruja) en la calle Rodrigo de Triana del popular barrio de Triana de la capital hispalense. Era hija de siciliano y andaluza y la menor de diez hermanos. Fue bautizada en la Parroquia de Santa Ana. Debutó en un festival de colegio con la canción Para el carro / Carretero. Asistió a las clases de Adelita Domingo y comenzó cantando en las denominadas Galas Juveniles del sevillano Teatro San Fernando, ya desaparecido, un repertorio basado en los de Concha Piquer, Juana Reina e Imperio Argentina, cuyos estilos vocales ejercieron una influencia decisiva en su voz.
Con timbre redondo y tesitura vocal de alto realizó algunos estudios en el conservatorio con el tenor Álvarez Osorio que acrecentaron y mejoraron su técnica mientras exploraba las posibilidades que le ofrecía la zarzuela. Sin embargo acabó abandonándolos para mantenerse dentro de la copla y la canción española.
Entre finales de los años cuarenta y principios de los cincuenta presenta su primer espectáculo, Feria de Coplas, con la compañía "Los Chavalillos de España" que la llevaría junto al Niño de Almadén a recorrer buena parte de la geografía española, debutando en Valladolid. En 1952 realiza una gira por Hispanoamérica sobre escenarios de Colombia, Venezuela, Panamá, Costa Rica, Nicaragua y Cuba. 
De vuelta a España formó compañía propia presentando en 1957 el espectáculo El Lirio de los deseos, con textos de Rafael de León y Antonio Quintero y música de Manuel López-Quiroga, en donde cantó acompañada de la orquesta dirigida por el maestro Benito Lauret. Un año más tarde se presenta en el Teatro Pavón de Madrid un nuevo espectáculo escrito para Imperio de Triana por Salvador Guerrero Reyes.
En 1960 obtuvo el primer premio en el I Festival de la Canción Andaluza, celebrado en Jerez, con la canción Nardo con bata de cola, que se convirtió en una de las piezas más célebres de su repertorio.
Hasta mediados de la década de los ochenta, en que empieza a declinar su éxito, realiza diferentes grabaciones discográficas y giras por España. Poco renovados el repertorio y el estilo en tiempos cambiantes, fue perdiendo mercado paulatinamente. Su voz, sin embargo, se mantuvo en plena forma hasta el final.
Su última aparición en televisión fue en el programa Arco del Triunfo, emitido en TVE el 3 de febrero de 1991 y en el que cantó en directo.

## Repertorio (selección)
Nardo con bata de cola (G. Baldrich, Rafael Jaén); 
La niña del Guadalquivir (A. García Padilla, Quiroga y Cobián); 
Paloma mensajera (A. Jaén y Segovia);
Mohamed (Manuel Clavero y Beltrán);
Manolo mío (León, Quiroga, Quintero);
La jota de mi balcón (León, Quiroga, Quintero); 
Paca Mora (León, Quiroga, Quintero); 
Fallera valenciana (León, Quiroga, Quintero); 
La romera ( León, Quiroga, Quintero);
Una cantaora (León, Quiroga, Quintero)
¡Ay! madrileña bonita (Naranjo, A. Molina Moles, J. Alfonso); 
Tientos de punto y coma (Ochaita, Valerio, Solano);
No se va la paloma (Ochaita, Valerio, Solano);
La chiquita piconera (León, Quiroga, Callejón); 
No te mires en el río (León, Quiroga, Quintero);
Tu calle (C. Larrea); 
Viento del sur (Segovia, C. Murillo); 
Sevillanas de filigrana (León, Quiroga, Quintero); 
Ay, torero mío (Florido, Segovia, Villafranca); 
Hechizo cordobés (Durango, Bolaños, Villajos); 
Villancico gallego (Jaén, Monreal)
Sin pañales (Jaén, Monreal)
Los porteros (Jaén, Monreal)
Villancicos del alba (Molina, León, Quiroga)
La niña de puerta oscura (León, Quiroga, Quintero).